# Sergei Gluschko

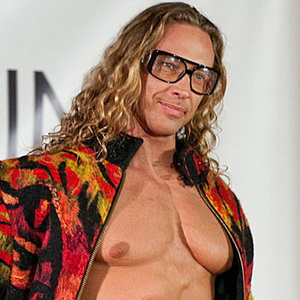
Sergei Gluschko

Sergei Gluschko (russisch Сергей Витальевич Глушко; * 8. März 1970 in Mirny) ist ein russischer Schauspieler, Sänger und ehemaliger Stripper, der als russischer „Tarzan“ bekannt ist.

## Leben
Sergei Gluschko ist in Mirny geboren und aufgewachsen. Nachdem er die Moschaiski-Akademie für Militärraumfahrt in Leningrad absolviert hatte, arbeitete er als Ingenieur beim Kosmodrom Plessezk. Mitte der 1990er Jahre übersiedelte er nach Moskau und begann seine Modelkarriere. Später ergab sich die Gelegenheit, Schauspielerei in der Russischen Akademie für Theaterkunst zu studieren. 2003 heiratete er die russische Sängerin Natascha Koroljowa. Aus der Ehe ging ein Sohn hervor.

## Filmografie (Auswahl)
- 2006: Stschastliwy wmeste